# Jan I. Kyperský
Jan I. (okolo 1268 – 20. května 1285) byl kyperský král a ve sporu s Karlem I. z Anjou také král jeruzalémský v letech 1284 až 1285.

## Život
Jan byl nejstarším žijícím synem Huga III., krále kyperského a jeruzalémského, a Isabely Ibelinské. Hugo zemřel 3. března 1284 a Jan byl 11. května korunován v Nikósii na příštího kyperského krále. Tehdy mu bylo asi 17 let. Ihned poté odplul do Týru, kde byl korunován za krále Jeruzaléma. Na pevnině byl však jako král uznán pouze v Týru a Bejrútu, kterým vládla jeho teta Markéta a bratr Guy. Akko, politické centrum Jeruzalémského království, uznávalo Karla I. z Anjou. Jan zemřel 20. května 1285, téměř přesně rok po své korunovaci, a korunu přenechal svému mladšímu bratru Jindřichu II.